# Polype hyperplasique

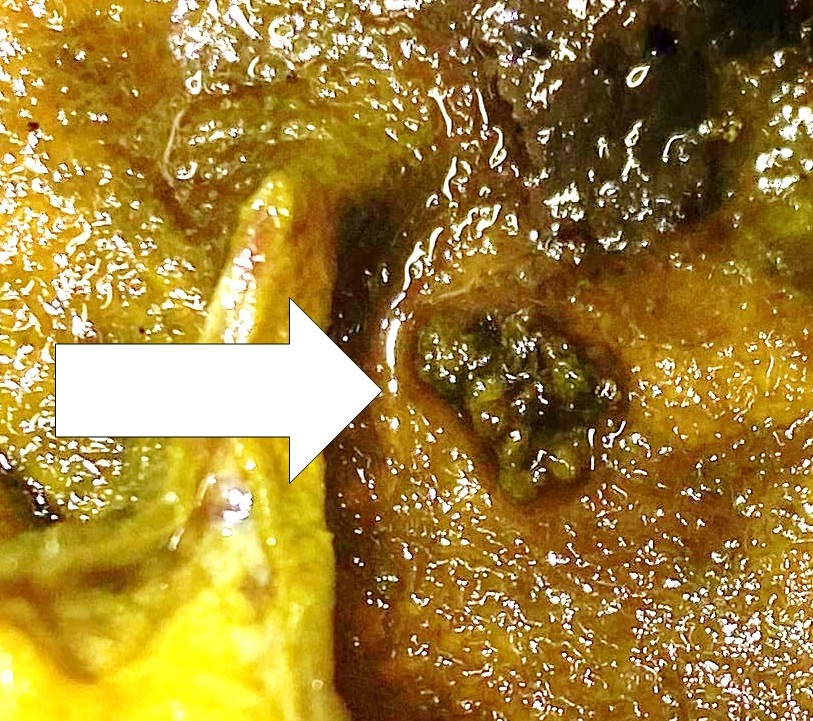
Un polype hyperplasique de vésicule biliaire.

Le polype hyperplasique est un type de polype digestif, de type festonné.
Ce type de polype est présent chez 20 à 35% des personnes de plus de 50 ans.
La plupart des polypes hyperplasiques se trouvent dans la partie distale du côlon et du rectum et n'ont pas de potentiel malin.

## Histopathologie
D'un point de vue histopathologique, il existe deux principaux types de polypes hyperplasiques, qui présentent des différences génétiques, ainsi que des structures histologiques différentes, mais pas de différences cliniques significatives. Les deux principaux types de polypes hyperplasiques sont le type microvésiculaire riche en mucine et le type riche en cellules  caliciformes. Un type pauvre en mucine avec un cytoplasme éosinophile, qui est rare. Cependant, le type pauvre en mucine n'est plus considéré comme un sous-type distinct.